# Lancia Esadelta
L’Esadelta est un camion fabriqué par le constructeur italien Lancia V.I., filiale de Lancia, à partir de 1959. 
Comme de coutume chez Lancia, les noms des produits Lancia ont une origine grecque. Esa en grec veut dire six - dans le cas de ce véhicule routier son moteur comprenait 6 cylindres.
L'Esadelta est né alors que la marque Lancia était passée sous la direction de M. Pesenti, patron du géant du ciment, Italcementi. 

## Histoire
Les produits Lancia ont toujours été considérés, en Italie, comme les concurrents luxueux des camions Fiat V.I. et OM.
Le Lancia Esadelta était le petit frère du Lancia Esatau B et sera produit en 3 séries distinctes de 1959 à 1970, respectivement Esadelta A de 1959 à 1963, Esadelta B & C de 1963 à 1970. Avec l'arrivée de l'Esadelta, Lancia V.I. avait pour objectif de renforcer la concurrence dans le créneau des camions moyens-lourds. L'Esadelta se trouvait directement confronté aux OM Tigre et Fiat 642. Après un premier gros succès commercial en Suisse, Lancia cherchait à renforcer sa présence sur ce marché restreint mais recherchant des produits de grande qualité.
Le 1er janvier 1969, le constructeur Lancia passe sous le contrôle de Fiat qui décida rapidement de suspendre la fabrication des poids lourds en raison du coût trop élevé par rapport à ses propres fabrications turinoises comme les Fiat 619 et Fiat 697 ; mais surtout en raison d'une production relativement peu importante de chaque modèle par rapport aux standards Fiat V.I.. L'usine Lancia de Bolzano, où étaient fabriqués tous les camions Lancia depuis l'après-guerre, arrêta les productions Lancia en 1971 et sera transformée pour produire des véhicules spéciaux et militaires Fiat et Lancia.

## La technique
L'Esadelta, dont le code usine est 401, est le parfait exemple du camion de base italien, moyen lourd 4x2 traditionnel, comme à l'accoutumée en Italie, il sera transformé par les carrossiers spécialisés en 6x2/2, avec l'adjonction d'un troisième essieu à l'arrière, après l'essieu moteur pour les versions route, devant pour les applications chantier. Certains iront jusqu'à ajouter deux essieux à l'arrière, avant et après l'essieu moteur pour porter la charge admissible à 22 tonnes. 
Le Lancia Esadelta dérivait directement du Lancia Esatau B dont il conserva le moteur et les lignes générales de la cabine du type avancée. Présenté en version porteur et tracteur routier 4x2 uniquement, il faudra attendra la seconde série Esadelta B de 1963 pour voir une gamme complète avec toutes les configurations habituelles en Italie : châssis 4x2 apte aux transformations en 6x2/2 avec l'essieu placé devant ou derrière l'essieu moteur et 8x2 dans la version 4 essieux.
La robustesse du châssis et du moteur de l'Esadelta qui étaient dimensionnés pour supporter, déjà à l'époque, des charges de 22 tonnes en version porteur simple et pour tirer un train routier de 40 tonnes de sa version 3+3 essieux chantier en Italie, dont la demande allait croissant avec ces multiples possibilités de transformation en 3 ou 4 essieux, favorisa l'intérêt des carrossiers spécialisés tels que Perlini, Fresia, Orlandi, Girelli ou Battaglino pour la création de versions spéciales.
Il disposait d'un moteur Lancia Tipo 864, un 6 cylindres en ligne de 8.245 cm3 en alliage léger. La boîte de vitesses comportait 4 rapports synchronisés avec réducteur.

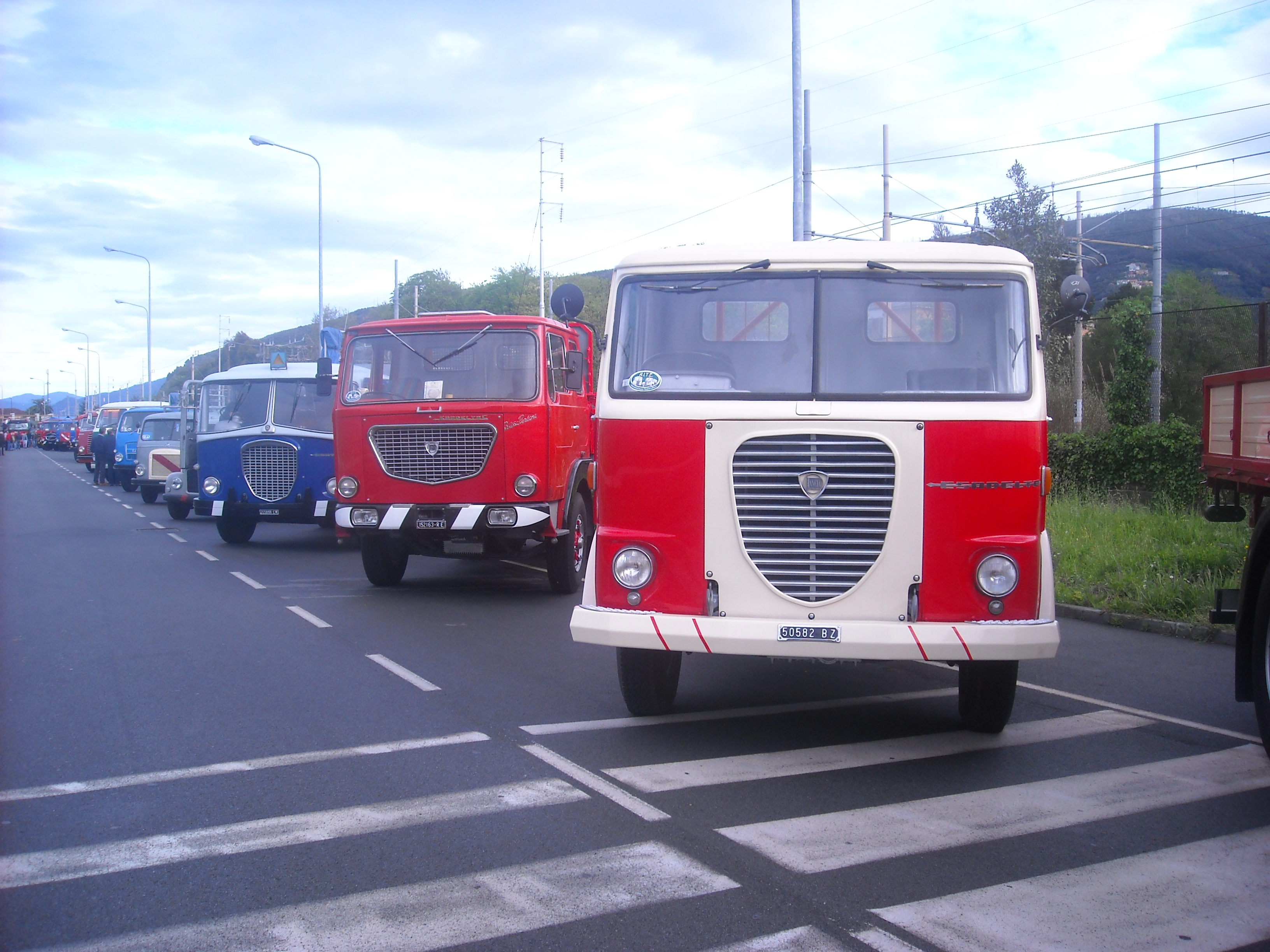
Camions Lancia - le 1er rouge/blanc Lancia Esadelta "A" - le 2ème rouge Lancia Esadelta "C" - le 3ème bleu Lancia Esatau "B"

Dans un premier temps, la version 401 sera commercialisée avec une puissance de 115 ch à 1850 tr/min. 
En 1962, la version 401A est lancée et est équipée du moteur 401.080 de même cylindrée mais développant une puissance de 126 ch. Cette puissance se révèlera toujours insuffisante pour contrer la supériorité mécanique des camions Fiat.
En 1963, la version 401B est lancée avec une puissance de 132 ch. Cette version sera la plus appréciée des transporteurs et sera exportée dans de nombreux pays, faisant de Lancia un sérieux concurrent.
En 1967, la dernière version 401C est lancée. C'est un tout nouveau véhicule avec une cabine semblable à celle de l'Esagamma. Le moteur devait être le premier d'une grande série de moteurs modulaires mais le destin de la marque voudra qu'elle soit revendue. Voir la photo.
La cabine de la première série de l'Esadelta reprenait les lignes de celle de l'Esatau B. Cette cabine s'avéra être beaucoup plus confortable que celles offertes sur les modèles Fiat V.I. et OM concurrents. La cabine de la série C (celle de la photo) poussa encore plus haut le luxe intérieur. Le tunnel couvrant le moteur, à l'intérieur de la cabine était en fibres de verre, il incorporait deux cendriers, un allume-cigare, l'auto-radio et les haut-parleurs. 
Les essuie-glaces fonctionnaient à l'air comprimé. La ventilation, aération comme chauffage avaient fait l'objet d'une étude particulièrement soignée.

## Moteurs
Tous les moteurs Lancia qui équipèrent l'Esadelta comportaient 6 cylindres en ligne et 24 soupapes. Ils disposaient, et c'était une rareté à l'époque, d'un bloc en aluminium. La cylindrée était de 8 245 cm³.

## Dérivés
Contrairement à la tradition Lancia, aucun autobus ne sera construit à partir de l'Esadelta, le constructeur n'ayant jamais mis en production un châssis adapté à cette utilisation. Ce modèle sera exclusivement réservé aux camions.